# Рапсоманики
Рапсоманики или Рапсоманик (на гръцки: Ραψομανίκι, катаревуса Ραψομανίκιον, Рапсоманикион) е село в Република Гърция, дем Александрия, област Централна Македония.

## География
Селото е разположено на 23 m надморска височина в областта Урумлък (Румлуки), на 15 километра югозападно от Александрия (Гида) и на 15 km североизточно от Бер (Верия).

## История

### В Османската империя
В XIX век Рапсоманики е село в Османската империя. Александър Синве („Les Grecs de l’Empire Ottoman. Etude Statistique et Ethnographique“) в 1878 година пише, че в Рапсоманики (Rapsomaniki), Камбанийска епархия, живеят 132 гърци. Според Васил Кънчов („Македония. Етнография и статистика“) в 1900 година Расоманикъ (Рапсиманикъ) е село в Берска каза и в него живеят 135 гърци християни.
По данни на секретаря на Българската екзархия Димитър Мишев („La Macédoine et sa Population Chrétienne“) в 1905 година в Росоманик Рапсиманик (Rossomanik Rapsimanik) живеят 130 гърци.

### В Гърция
През Балканската война в 1912 година в селото влизат гръцки части и след Междусъюзническата в 1913 година Рапсоманики остава в Гърция. След Първата световна война в 1922 година в селото са заселени гърци бежанци. В 1928 година Рапсоманики е смесено местно-бежанско селище със 17 бежански семейства и 50 жители бежанци.
Землището е много плодородно поради извършените в 30-те години мелиоративни дейности и селяните произвеждат основно памук и захарно цвекло.
| Година    | 1913 | 1920 | 1928 | 1940 | 1951 | 1961 | 1971 | 1981 | 1991 | 2001 | 2011 | 2021 |
| --------- | ---- | ---- | ---- | ---- | ---- | ---- | ---- | ---- | ---- | ---- | ---- | ---- |
| Население | 142  | 131  | 173  | 242  | 277  | 285  | 237  | 280  | 227  | 206  | 206  | 166  |

## Личности
Родени в Рапсоманики
- Димитриос Кацамбас, гръцки андартски деец
- Продромос Скотидас, гръцки андартски деец